# هادي الجيار
هادي الجيار (15 أكتوبر 1949 - 10 يناير 2021)، هو ممثل مصري مثل في عدة أفلام ومسرحيات ومسلسلات، وكان أنجح مسرحياته هي مسرحية مدرسة المشاغبين التي مثّل فيها دور لطفي وظهر أيضا في أكثر من 7 أفلام منها مقص عم قنديل عام 1985م، اشتهر بأدواره المنوعة، آخر فيلم له عام 2009م، وكان آخر ظهور له حتى مسلسل سك على إخواتك في رمضان 2018 كما ظهر أيضا في مسلسل الاختيار ٢ بدور والد يوسف الرفاعي أحمد مكي.

## عنه
حاصل على بكالوريوس من المعهد العالي للفنون المسرحية، وقد بدأ مشواره الفني عندما جاءته الفرصة للاشتراك في مسرحية مدرسة المشاغبين بدور «لطفي» ثم اتجه إلى التلفزيون والسينما، ولكنه لم يحقق النجاح المتوقع في السينما كما حققه في التليفزيون.

## وفاته
توفي ليلة الأحد 10 يناير 2021 داخل مستشفى الهرم، متأثرا بإصابته بفيروس كورونا وذلك عن عمر ناهز 71 عاما، شُيِّع جثمانه ودفنه بعد صلاة ظهر يوم الأحد بمقابر الأسرة بمدينة السادس من أكتوبر .

## من أعماله

### مسلسلات
| - الإختيار الجزء الثاني 2021 - شديد الخطورة 2020 - عوالم خفية 2018 - مليكة 2018 - فوق السحاب 2018 - كفر دلهاب:2017 - أبو العز شيخ الغفر - الزيبق:2017 - اللواء جلال - الأسطورة:2016 - مختار الدسوقي - حق ميت:2015 - شاكر - شطرنج: (ج1، 2، 3) (2015، 2015، 2016) - برهان الحاوي - عد تنازلي:2014 - مساعد وزير الداخلية - كيكا على العالي:2014 - آخر عمارة على اليمين:2013 - سلسال الدم:(ج1، 2) (2013، 2015) - العقرب:2013 - سيدنا السيد:2012 - إسماعيل - نابليون والمحروسة:2012 - عبد الرحمن - النار والطين:2012 - العنيدة:2011 - شارع عبد العزيز:2011 - لطفى - الزناتي مجاهد:2011 - ضيف شرف - بالشمع الأحمر:2010 - مملكة الجبل:2010 - بره الدنيا:2010 - طوق نجاة:2010 - شاكر - اغتيال شمس:2010 - القطة العميا:2010 - ضيف شرف - الرجل والطريق:2009 - لو كنت ناسي:2009 - ما تخافوش:2009 - إمام - أبو ضحكة جنان:2009 - فطين عبد الوهاب - إن غاب القط:2009 - حمدي - السماح:2008 - أدهم الشرقاوي:2008 | - عزيز على القلب:2008 - ساعة عصاري:2007 - غريب الدار:2007 - الملك فاروق:2007 - مكرم عبيد - شرخ في جدار العمر:2007 - القاهره ترحب بكم:2006 - الجبل:2006 - الإمام المراغي:2006 - سوق الخضار:2006 - إمرأة من الصعيد الجواني:2006 - عادل - مسائل عائلية جدا:2005 - أين ذهب الحب:2005 - من غير ميعاد:2005 - الإمام محمد عبده:2005 - بطة وأخواتها:2004 - حدث في الهرم:2004 - ملاعيب شيحة:2004 - عتمان - المعمورة:2004 - أمس لا يموت:2003 - رياح الماضي:2003 - أبيض x أبيض:2003 - ثورة الحريم:2003 - طرح البشر:2002 - السيرة العاشورية: الحرافيش - (ج1)2002 - فارس العرب سيف الدين الحمداني:2002 - الخيول:2002 - أمر إزالة:2002 - حمام بشتك:2002 - العصيان:(ج1، 2) (2002، 2003) - عثمان الغرباوي | - وحلقت الطيور نحو الشرق:2002 - البرنسيسة:2001 - البر الغربي:2001 - سوق العصر:2001 - الحاج برهامي - منشية البكري:2001 - الأماني المرة ( استغفر الله) - 2001 - تلال الغضب:2001 - الحب والاختيار:2000 - الشهاب:1999 - الابن الضال:1999 - الضوء الشارد:1998-صبري العزايزي - أوراق من المجهول:1998 - كعب داير:1998 - دهب قشرة:1998 - شيء غير الحب:1998 - الخط الساخن:1997 - سعد اليتيم:1997-ريس سطوحي - القضاء في الإسلام (ج7):1997 - الدوغري 90: 1997-حسن - السيرة الهلالية:(ج1، 2، 3) (1997، 1998، 2001)-جودة ملك زحلان - جمهورية زفتى:1997-رؤوف - وسادسهم الزمن:1996 - النوارس والصقور:1996 - اثنين في واحد:1995 - شقة الحرية:1995-ضيف الحلقات - دموع الشموع:1994-منير - لعبة كل بيت:1994 - أبناء ولكن:1993-رشاد - المال والبنون:(ج1، 2) (1992، 1995) -منعم الضو | - العرضحالجي:1992 - وما زال النيل يجري:1992 - أنا وأنت وبابا في المشمش:1989-بدير أبو السعد جاد الله - قصر الشوق:1988-حسنين - الراية البيضا:1988-سيد العربي - ألف ليلة وليلة: الثلاث بنات (كريمة وحليمة وفاطيمة) - 1987 - طريق الأحلام:1987-سالم - الزنكلوني:1987 - إشراقة القمر:1987 - بين القصرين:1987 - الوجه الآخر:1987 - المنعطف:1986 - أبرياء في قفص الاتهام:1984-د. مجدي خطيب سناء - زهرة والمجهول:1984 - زهور وأشواك :1983 - فيه حاجة غلط:1983-مسعد - ولسه بحلم بيوم:1981 - للزمن بقية:1980 - الشاطئ المهجور:1977 - الحب والسنين:1977 - فرصة العمر:1976 - القاهرة والناس:1972 - الكنز:1969-أحمد - عطشان يا صبايا - جنة حتحوت - عطشان يا صبايا - ينبوع الغضب - حوادث مثيرة - الخروج من الدائرة - الصقر الذهبي |

### أفلام
| - صابر جوجل:2016 - عزازيل:2011- الدكتور إبراهيم - الغيبوبة:1998 - من أطلق هذه الرصاصة:1995 - ليالي الصبر:1992- د. رؤوف | - درب الجدعان:1992 - الكابتن وصل:1991 - جيل آخر زمن:1991 - كمال - شباب لكل الأجيال:1988 - الضابط سيد زوج سحر - رحلة المشاغبين:1988 | - كل شيء قبل أن ينتهي العمر:1987 - احترس عصابة النساء:1986 - فؤاد - إنقاذ ما يمكن إنقاذه:1985 - مقص عم قنديل:1985} - الدكتور جلال خيري - انتهى التحقيق:1985 | - سمورة والبنت الأمورة:1984 - ابن مين في المجتمع:1978 - سري جداً:1977 - عذراء .. ولكن:1977 - الكل يحب:1976 - هادي | - لمن تشرق الشمس:1976 - بائعة الحب:1975 - الوجه الجديد - شلة المشاغبين:1973 - عندما تشرق الأحزان |

### مسرحيات
- لما قالوا ده ولد:1993
- قصة الحي الغربي:1975
- مدرسة المشاغبين:1973-لطفي
- أولادنا في لندن:1973
- القاهرة في ألف عام:1969
- السفيرة عزيزة
- أحلام ياسمين

### أخرى
| - المهرة والخيال: 2006 - مسلسل إذاعي - اللحظة الأخيرة: 2005 - سهرة تليفزيونية: عارف - روايح: 2001 - سهرة تليفزيونية - أم العريف: 1992 - فوازير - عجايب صندوق الدنيا: 1991 - فوازير-ضيف شرف - عالم ورق ورق ورق: 1990 - فوازير - السايس: 1989 - فيلم قصير | - نجع العجايب: 1988 - فيلم قصير - الزحام: سهرة تليفزيونية - الحرمان: سهرة تليفزيونية - زمن العطش: مسلسل إذاعي - عيون الوهم: سهرة تليفزيونية - الممثل: سهرة تليفزيونية - كاتبة تبحث عن قصة: سهرة تليفزيونية | - عصفور الحب الوردي: مسلسل إذاعي - عازف الصخر: سهرة تليفزيونية - عريس رغم أنفه: مسلسل إذاعي-محمود سلام - القاهرة كامل العدد: مسلسل اذاعي - على الهامش: سهرة تلفزيونية - الرقص خلف العدسة: سهرة تلفزيونية - زمن السقوط: سهرة تلفزيونية |

## روابط خارجية
- هادي الجيار على موقع IMDb (الإنجليزية)
- هادي الجيار على موقع الدهليز
- هادي الجيار على موقع قاعدة بيانات الأفلام العربية